# Randeffekt
|  | Dieser Artikel wurde aufgrund von formalen oder inhaltlichen Mängeln in der Qualitätssicherung Biologie zur Verbesserung eingetragen. Dies geschieht, um die Qualität der Biologie-Artikel auf ein akzeptables Niveau zu bringen. Bitte hilf mit, diesen Artikel zu verbessern! Artikel, die nicht signifikant verbessert werden, können gegebenenfalls gelöscht werden. Lies dazu auch die näheren Informationen in den Mindestanforderungen an Biologie-Artikel. |

Ein Randeffekt bezeichnet in der Ökologie den Einfluss der umliegenden Landschaft auf Biotopinseln. Er kommt an Rändern im Saumbiotop des eigentlichen Biotops vor.
Randeffekte treten in mehreren Arten auf: Intensive Flächennutzung (Landwirtschaft) wirkt in geschützte Biotop-Inseln hinein, indem z. B. Pestizide oder Dünger eingeweht und eingeschwemmt werden. Deshalb ist der Wert sehr kleiner oder schmaler Biotop-Inseln in der Praxis manchmal stark vermindert.
Eine andere Art Randeffekt geht vom Artenbestand der Agrarlandschaft aus, der (im Gegensatz zu den ozeanischen Arten zwischen echten Inseln) auch die Biotop-Inseln kolonisieren kann. Randeffekten versucht der Naturschutz durch die Einrichtung von Pufferzonen entgegenzuwirken. Im Biotopverbund müssen sie berücksichtigt werden, um die Effektivität von Biotopinseln und -korridoren beurteilen zu können.
Randeffekte können in größerem Maßstab wirksam sein als oft intuitiv angenommen. Untersuchungen in Neuseeland haben gezeigt, dass selbst bei kleinen bodenlebenden Käfern noch in einem Kilometer Entfernung von der Grenze eines Schutzgebiets nachweisbare Effekte auf die Fauna auftraten. Stärkere Effekte sind naturgemäß bei Arten zu erwarten, die die Schutzgebietsgrenzen regelmäßig überschreiten, z. B. Carnivoren.
Neben den negativen sind auch die positiven Randeffekte schon tatsächlich nachgewiesen worden: Es kann zu einer Anreicherung angrenzender Lebensräume mit Arten kommen. Der BUND fordert deshalb, die Ackerrandstreifen in unserer „ausgeräumten Kulturlandschaft“ zu erhalten. Durch den Randeffekt fände hier ein lebendiger Artenaustausch statt. Feldränder stellen u. a. auch Rückzugsgebiete dar, in die viele Tierarten bei Störungen durch Feldbestellung oder Grünlandbewirtschaftung der angrenzenden Flächen Schutz suchen. In Fließgewässern versucht man in Deutschland, sich den Artenaustausch durch den Randeffekt unter dem Namen „Strahlwirkung“ zunutze zu machen, wobei belastbare empirische Belege zur Wirksamkeit aber noch ausstehen.